# Pseudoarmillariella
Pseudoarmillariella là một chi nấm năm the Hygrophoraceae. Chi này chứa 2 loài được tìm thấy ở miền trung America và Bắc Mỹ.